# Callobius canada
Espèce
Synonymes
- Amaurobius canada Chamberlin & Ivie, 1947

Callobius canada est une espèce d'araignées aranéomorphes de la famille des Amaurobiidae.

## Distribution
Cette espèce se rencontre au Canada en Colombie-Britannique et aux États-Unis au Washington, au Montana et en Oregon,.

## Description
Le mâle holotype mesure 9,60 mm et la femelle paratype 12,00 mm.

## Étymologie
Son nom d'espèce lui a été donné en référence au lieu de sa découverte, le Canada.

## Publication originale
- Chamberlin & Ivie, 1947 : North American dictynid spiders. Annals of the Entomological Society of America, vol. 40, p. 29-55.